# Alekseï Selesnieff
Pour les articles homonymes, voir Selezniov.
Alekseï (ou Alexis,) Sergueïevitch Selesnieff (ou Selesniev ou Selezniov) (en russe : Алексей Сергеевич Селезнёв, patronyme russe Selezniov) est un joueur d'échecs et compositeur de problèmes d'échecs soviétique né en 1888 à Tambov, installé en France après la Seconde Guerre mondiale et mort en juin 1967 à Bordeaux. Il est un très grand compositeur d'études d'échecs au même titre qu'Alekseï Troïtski.

## Carrière de joueur
Pendant la guerre, Selesnieff remporta le tournoi quadrangulaire de Triberg 1917 (ex æquo avec Ilia Rabinovitch, tournoi à six tours entre quatre joueurs russes internés à Triberg (devant Efim Bogoljubov). Il finit deuxième de trois tournois disputés à Triberg en 1915 et 1916 entre six joueurs russes internés, tournois remportés par Bogoljubov.
Après la première Guerre mondiale, Selesnieff gagna le tournoi de Berlin 1919 (tournoi quadrangulaire disputé au Café Kerkau et remporté devant Efim Bogoljubov, Friedrich Sämisch et Curt von Bardeleben) et le tournoi à onze joueurs de Berlin 1920 (devant Sämisch). Il finit deuxième d'un tournoi disputé à Berlin en 1919 (devant Réti), deuxième du tournoi d'hiver de Göteborg 1921 (remporté par Akiba Rubinstein) ; quatrième du très fort tournoi international de Mahrisch Ostrau 1923 (+4 –2 =7), tournoi remporté par Emanuel Lasker et quatrième du tournoi de Merano 1924 remporté par Grünfeld. En match, Selesnieff battit Richard Teichmann en 1921 (1,5 à 0,5).
En 1924, Selesnieff revint en URSS et termina 6e-8e (+5 –3 =9) du Championnat d'échecs d'URSS 1924 remporté par Bogoljubov. Il participa aux championnats d'URSS 1925 (14e), 1927 (15e-17e) et 1929 (éliminé en quart de finale à Odessa). Il remporta le championnat d'Ukraine (hors-concours) en 1928 à Poltava (+8 =7). En 1931, à Moscou, il fut éliminé en demi-finale du championnat d'URSS. À partir de 1930, il vécut à Donetsk (Stalino à l'époque).
Avec l'aide de Bogoljubov, Selesnieff quitta l'URSS après la Seconde Guerre mondiale et s'installa en France.

## Exemples de compositions
|   | a | b | c | d | e | f | g | h |   |
| 8 | Roi noir sur case noire b8 · Cavalier blanc sur case blanche e8 · Fou noir sur case noire h8 · Pion noir sur case noire c7 · Pion blanc sur case blanche h7 · Pion noir sur case blanche c6 · Pion noir sur case noire f6 · Pion blanc sur case noire c5 · Pion blanc sur case blanche f5 · Roi blanc sur case blanche f3 | Roi noir sur case noire b8 · Cavalier blanc sur case blanche e8 · Fou noir sur case noire h8 · Pion noir sur case noire c7 · Pion blanc sur case blanche h7 · Pion noir sur case blanche c6 · Pion noir sur case noire f6 · Pion blanc sur case noire c5 · Pion blanc sur case blanche f5 · Roi blanc sur case blanche f3 | Roi noir sur case noire b8 · Cavalier blanc sur case blanche e8 · Fou noir sur case noire h8 · Pion noir sur case noire c7 · Pion blanc sur case blanche h7 · Pion noir sur case blanche c6 · Pion noir sur case noire f6 · Pion blanc sur case noire c5 · Pion blanc sur case blanche f5 · Roi blanc sur case blanche f3 | Roi noir sur case noire b8 · Cavalier blanc sur case blanche e8 · Fou noir sur case noire h8 · Pion noir sur case noire c7 · Pion blanc sur case blanche h7 · Pion noir sur case blanche c6 · Pion noir sur case noire f6 · Pion blanc sur case noire c5 · Pion blanc sur case blanche f5 · Roi blanc sur case blanche f3 | Roi noir sur case noire b8 · Cavalier blanc sur case blanche e8 · Fou noir sur case noire h8 · Pion noir sur case noire c7 · Pion blanc sur case blanche h7 · Pion noir sur case blanche c6 · Pion noir sur case noire f6 · Pion blanc sur case noire c5 · Pion blanc sur case blanche f5 · Roi blanc sur case blanche f3 | Roi noir sur case noire b8 · Cavalier blanc sur case blanche e8 · Fou noir sur case noire h8 · Pion noir sur case noire c7 · Pion blanc sur case blanche h7 · Pion noir sur case blanche c6 · Pion noir sur case noire f6 · Pion blanc sur case noire c5 · Pion blanc sur case blanche f5 · Roi blanc sur case blanche f3 | Roi noir sur case noire b8 · Cavalier blanc sur case blanche e8 · Fou noir sur case noire h8 · Pion noir sur case noire c7 · Pion blanc sur case blanche h7 · Pion noir sur case blanche c6 · Pion noir sur case noire f6 · Pion blanc sur case noire c5 · Pion blanc sur case blanche f5 · Roi blanc sur case blanche f3 | Roi noir sur case noire b8 · Cavalier blanc sur case blanche e8 · Fou noir sur case noire h8 · Pion noir sur case noire c7 · Pion blanc sur case blanche h7 · Pion noir sur case blanche c6 · Pion noir sur case noire f6 · Pion blanc sur case noire c5 · Pion blanc sur case blanche f5 · Roi blanc sur case blanche f3 | 8 |
| 7 | Roi noir sur case noire b8 · Cavalier blanc sur case blanche e8 · Fou noir sur case noire h8 · Pion noir sur case noire c7 · Pion blanc sur case blanche h7 · Pion noir sur case blanche c6 · Pion noir sur case noire f6 · Pion blanc sur case noire c5 · Pion blanc sur case blanche f5 · Roi blanc sur case blanche f3 | Roi noir sur case noire b8 · Cavalier blanc sur case blanche e8 · Fou noir sur case noire h8 · Pion noir sur case noire c7 · Pion blanc sur case blanche h7 · Pion noir sur case blanche c6 · Pion noir sur case noire f6 · Pion blanc sur case noire c5 · Pion blanc sur case blanche f5 · Roi blanc sur case blanche f3 | Roi noir sur case noire b8 · Cavalier blanc sur case blanche e8 · Fou noir sur case noire h8 · Pion noir sur case noire c7 · Pion blanc sur case blanche h7 · Pion noir sur case blanche c6 · Pion noir sur case noire f6 · Pion blanc sur case noire c5 · Pion blanc sur case blanche f5 · Roi blanc sur case blanche f3 | Roi noir sur case noire b8 · Cavalier blanc sur case blanche e8 · Fou noir sur case noire h8 · Pion noir sur case noire c7 · Pion blanc sur case blanche h7 · Pion noir sur case blanche c6 · Pion noir sur case noire f6 · Pion blanc sur case noire c5 · Pion blanc sur case blanche f5 · Roi blanc sur case blanche f3 | Roi noir sur case noire b8 · Cavalier blanc sur case blanche e8 · Fou noir sur case noire h8 · Pion noir sur case noire c7 · Pion blanc sur case blanche h7 · Pion noir sur case blanche c6 · Pion noir sur case noire f6 · Pion blanc sur case noire c5 · Pion blanc sur case blanche f5 · Roi blanc sur case blanche f3 | Roi noir sur case noire b8 · Cavalier blanc sur case blanche e8 · Fou noir sur case noire h8 · Pion noir sur case noire c7 · Pion blanc sur case blanche h7 · Pion noir sur case blanche c6 · Pion noir sur case noire f6 · Pion blanc sur case noire c5 · Pion blanc sur case blanche f5 · Roi blanc sur case blanche f3 | Roi noir sur case noire b8 · Cavalier blanc sur case blanche e8 · Fou noir sur case noire h8 · Pion noir sur case noire c7 · Pion blanc sur case blanche h7 · Pion noir sur case blanche c6 · Pion noir sur case noire f6 · Pion blanc sur case noire c5 · Pion blanc sur case blanche f5 · Roi blanc sur case blanche f3 | Roi noir sur case noire b8 · Cavalier blanc sur case blanche e8 · Fou noir sur case noire h8 · Pion noir sur case noire c7 · Pion blanc sur case blanche h7 · Pion noir sur case blanche c6 · Pion noir sur case noire f6 · Pion blanc sur case noire c5 · Pion blanc sur case blanche f5 · Roi blanc sur case blanche f3 | 7 |
| 6 | Roi noir sur case noire b8 · Cavalier blanc sur case blanche e8 · Fou noir sur case noire h8 · Pion noir sur case noire c7 · Pion blanc sur case blanche h7 · Pion noir sur case blanche c6 · Pion noir sur case noire f6 · Pion blanc sur case noire c5 · Pion blanc sur case blanche f5 · Roi blanc sur case blanche f3 | Roi noir sur case noire b8 · Cavalier blanc sur case blanche e8 · Fou noir sur case noire h8 · Pion noir sur case noire c7 · Pion blanc sur case blanche h7 · Pion noir sur case blanche c6 · Pion noir sur case noire f6 · Pion blanc sur case noire c5 · Pion blanc sur case blanche f5 · Roi blanc sur case blanche f3 | Roi noir sur case noire b8 · Cavalier blanc sur case blanche e8 · Fou noir sur case noire h8 · Pion noir sur case noire c7 · Pion blanc sur case blanche h7 · Pion noir sur case blanche c6 · Pion noir sur case noire f6 · Pion blanc sur case noire c5 · Pion blanc sur case blanche f5 · Roi blanc sur case blanche f3 | Roi noir sur case noire b8 · Cavalier blanc sur case blanche e8 · Fou noir sur case noire h8 · Pion noir sur case noire c7 · Pion blanc sur case blanche h7 · Pion noir sur case blanche c6 · Pion noir sur case noire f6 · Pion blanc sur case noire c5 · Pion blanc sur case blanche f5 · Roi blanc sur case blanche f3 | Roi noir sur case noire b8 · Cavalier blanc sur case blanche e8 · Fou noir sur case noire h8 · Pion noir sur case noire c7 · Pion blanc sur case blanche h7 · Pion noir sur case blanche c6 · Pion noir sur case noire f6 · Pion blanc sur case noire c5 · Pion blanc sur case blanche f5 · Roi blanc sur case blanche f3 | Roi noir sur case noire b8 · Cavalier blanc sur case blanche e8 · Fou noir sur case noire h8 · Pion noir sur case noire c7 · Pion blanc sur case blanche h7 · Pion noir sur case blanche c6 · Pion noir sur case noire f6 · Pion blanc sur case noire c5 · Pion blanc sur case blanche f5 · Roi blanc sur case blanche f3 | Roi noir sur case noire b8 · Cavalier blanc sur case blanche e8 · Fou noir sur case noire h8 · Pion noir sur case noire c7 · Pion blanc sur case blanche h7 · Pion noir sur case blanche c6 · Pion noir sur case noire f6 · Pion blanc sur case noire c5 · Pion blanc sur case blanche f5 · Roi blanc sur case blanche f3 | Roi noir sur case noire b8 · Cavalier blanc sur case blanche e8 · Fou noir sur case noire h8 · Pion noir sur case noire c7 · Pion blanc sur case blanche h7 · Pion noir sur case blanche c6 · Pion noir sur case noire f6 · Pion blanc sur case noire c5 · Pion blanc sur case blanche f5 · Roi blanc sur case blanche f3 | 6 |
| 5 | Roi noir sur case noire b8 · Cavalier blanc sur case blanche e8 · Fou noir sur case noire h8 · Pion noir sur case noire c7 · Pion blanc sur case blanche h7 · Pion noir sur case blanche c6 · Pion noir sur case noire f6 · Pion blanc sur case noire c5 · Pion blanc sur case blanche f5 · Roi blanc sur case blanche f3 | Roi noir sur case noire b8 · Cavalier blanc sur case blanche e8 · Fou noir sur case noire h8 · Pion noir sur case noire c7 · Pion blanc sur case blanche h7 · Pion noir sur case blanche c6 · Pion noir sur case noire f6 · Pion blanc sur case noire c5 · Pion blanc sur case blanche f5 · Roi blanc sur case blanche f3 | Roi noir sur case noire b8 · Cavalier blanc sur case blanche e8 · Fou noir sur case noire h8 · Pion noir sur case noire c7 · Pion blanc sur case blanche h7 · Pion noir sur case blanche c6 · Pion noir sur case noire f6 · Pion blanc sur case noire c5 · Pion blanc sur case blanche f5 · Roi blanc sur case blanche f3 | Roi noir sur case noire b8 · Cavalier blanc sur case blanche e8 · Fou noir sur case noire h8 · Pion noir sur case noire c7 · Pion blanc sur case blanche h7 · Pion noir sur case blanche c6 · Pion noir sur case noire f6 · Pion blanc sur case noire c5 · Pion blanc sur case blanche f5 · Roi blanc sur case blanche f3 | Roi noir sur case noire b8 · Cavalier blanc sur case blanche e8 · Fou noir sur case noire h8 · Pion noir sur case noire c7 · Pion blanc sur case blanche h7 · Pion noir sur case blanche c6 · Pion noir sur case noire f6 · Pion blanc sur case noire c5 · Pion blanc sur case blanche f5 · Roi blanc sur case blanche f3 | Roi noir sur case noire b8 · Cavalier blanc sur case blanche e8 · Fou noir sur case noire h8 · Pion noir sur case noire c7 · Pion blanc sur case blanche h7 · Pion noir sur case blanche c6 · Pion noir sur case noire f6 · Pion blanc sur case noire c5 · Pion blanc sur case blanche f5 · Roi blanc sur case blanche f3 | Roi noir sur case noire b8 · Cavalier blanc sur case blanche e8 · Fou noir sur case noire h8 · Pion noir sur case noire c7 · Pion blanc sur case blanche h7 · Pion noir sur case blanche c6 · Pion noir sur case noire f6 · Pion blanc sur case noire c5 · Pion blanc sur case blanche f5 · Roi blanc sur case blanche f3 | Roi noir sur case noire b8 · Cavalier blanc sur case blanche e8 · Fou noir sur case noire h8 · Pion noir sur case noire c7 · Pion blanc sur case blanche h7 · Pion noir sur case blanche c6 · Pion noir sur case noire f6 · Pion blanc sur case noire c5 · Pion blanc sur case blanche f5 · Roi blanc sur case blanche f3 | 5 |
| 4 | Roi noir sur case noire b8 · Cavalier blanc sur case blanche e8 · Fou noir sur case noire h8 · Pion noir sur case noire c7 · Pion blanc sur case blanche h7 · Pion noir sur case blanche c6 · Pion noir sur case noire f6 · Pion blanc sur case noire c5 · Pion blanc sur case blanche f5 · Roi blanc sur case blanche f3 | Roi noir sur case noire b8 · Cavalier blanc sur case blanche e8 · Fou noir sur case noire h8 · Pion noir sur case noire c7 · Pion blanc sur case blanche h7 · Pion noir sur case blanche c6 · Pion noir sur case noire f6 · Pion blanc sur case noire c5 · Pion blanc sur case blanche f5 · Roi blanc sur case blanche f3 | Roi noir sur case noire b8 · Cavalier blanc sur case blanche e8 · Fou noir sur case noire h8 · Pion noir sur case noire c7 · Pion blanc sur case blanche h7 · Pion noir sur case blanche c6 · Pion noir sur case noire f6 · Pion blanc sur case noire c5 · Pion blanc sur case blanche f5 · Roi blanc sur case blanche f3 | Roi noir sur case noire b8 · Cavalier blanc sur case blanche e8 · Fou noir sur case noire h8 · Pion noir sur case noire c7 · Pion blanc sur case blanche h7 · Pion noir sur case blanche c6 · Pion noir sur case noire f6 · Pion blanc sur case noire c5 · Pion blanc sur case blanche f5 · Roi blanc sur case blanche f3 | Roi noir sur case noire b8 · Cavalier blanc sur case blanche e8 · Fou noir sur case noire h8 · Pion noir sur case noire c7 · Pion blanc sur case blanche h7 · Pion noir sur case blanche c6 · Pion noir sur case noire f6 · Pion blanc sur case noire c5 · Pion blanc sur case blanche f5 · Roi blanc sur case blanche f3 | Roi noir sur case noire b8 · Cavalier blanc sur case blanche e8 · Fou noir sur case noire h8 · Pion noir sur case noire c7 · Pion blanc sur case blanche h7 · Pion noir sur case blanche c6 · Pion noir sur case noire f6 · Pion blanc sur case noire c5 · Pion blanc sur case blanche f5 · Roi blanc sur case blanche f3 | Roi noir sur case noire b8 · Cavalier blanc sur case blanche e8 · Fou noir sur case noire h8 · Pion noir sur case noire c7 · Pion blanc sur case blanche h7 · Pion noir sur case blanche c6 · Pion noir sur case noire f6 · Pion blanc sur case noire c5 · Pion blanc sur case blanche f5 · Roi blanc sur case blanche f3 | Roi noir sur case noire b8 · Cavalier blanc sur case blanche e8 · Fou noir sur case noire h8 · Pion noir sur case noire c7 · Pion blanc sur case blanche h7 · Pion noir sur case blanche c6 · Pion noir sur case noire f6 · Pion blanc sur case noire c5 · Pion blanc sur case blanche f5 · Roi blanc sur case blanche f3 | 4 |
| 3 | Roi noir sur case noire b8 · Cavalier blanc sur case blanche e8 · Fou noir sur case noire h8 · Pion noir sur case noire c7 · Pion blanc sur case blanche h7 · Pion noir sur case blanche c6 · Pion noir sur case noire f6 · Pion blanc sur case noire c5 · Pion blanc sur case blanche f5 · Roi blanc sur case blanche f3 | Roi noir sur case noire b8 · Cavalier blanc sur case blanche e8 · Fou noir sur case noire h8 · Pion noir sur case noire c7 · Pion blanc sur case blanche h7 · Pion noir sur case blanche c6 · Pion noir sur case noire f6 · Pion blanc sur case noire c5 · Pion blanc sur case blanche f5 · Roi blanc sur case blanche f3 | Roi noir sur case noire b8 · Cavalier blanc sur case blanche e8 · Fou noir sur case noire h8 · Pion noir sur case noire c7 · Pion blanc sur case blanche h7 · Pion noir sur case blanche c6 · Pion noir sur case noire f6 · Pion blanc sur case noire c5 · Pion blanc sur case blanche f5 · Roi blanc sur case blanche f3 | Roi noir sur case noire b8 · Cavalier blanc sur case blanche e8 · Fou noir sur case noire h8 · Pion noir sur case noire c7 · Pion blanc sur case blanche h7 · Pion noir sur case blanche c6 · Pion noir sur case noire f6 · Pion blanc sur case noire c5 · Pion blanc sur case blanche f5 · Roi blanc sur case blanche f3 | Roi noir sur case noire b8 · Cavalier blanc sur case blanche e8 · Fou noir sur case noire h8 · Pion noir sur case noire c7 · Pion blanc sur case blanche h7 · Pion noir sur case blanche c6 · Pion noir sur case noire f6 · Pion blanc sur case noire c5 · Pion blanc sur case blanche f5 · Roi blanc sur case blanche f3 | Roi noir sur case noire b8 · Cavalier blanc sur case blanche e8 · Fou noir sur case noire h8 · Pion noir sur case noire c7 · Pion blanc sur case blanche h7 · Pion noir sur case blanche c6 · Pion noir sur case noire f6 · Pion blanc sur case noire c5 · Pion blanc sur case blanche f5 · Roi blanc sur case blanche f3 | Roi noir sur case noire b8 · Cavalier blanc sur case blanche e8 · Fou noir sur case noire h8 · Pion noir sur case noire c7 · Pion blanc sur case blanche h7 · Pion noir sur case blanche c6 · Pion noir sur case noire f6 · Pion blanc sur case noire c5 · Pion blanc sur case blanche f5 · Roi blanc sur case blanche f3 | Roi noir sur case noire b8 · Cavalier blanc sur case blanche e8 · Fou noir sur case noire h8 · Pion noir sur case noire c7 · Pion blanc sur case blanche h7 · Pion noir sur case blanche c6 · Pion noir sur case noire f6 · Pion blanc sur case noire c5 · Pion blanc sur case blanche f5 · Roi blanc sur case blanche f3 | 3 |
| 2 | Roi noir sur case noire b8 · Cavalier blanc sur case blanche e8 · Fou noir sur case noire h8 · Pion noir sur case noire c7 · Pion blanc sur case blanche h7 · Pion noir sur case blanche c6 · Pion noir sur case noire f6 · Pion blanc sur case noire c5 · Pion blanc sur case blanche f5 · Roi blanc sur case blanche f3 | Roi noir sur case noire b8 · Cavalier blanc sur case blanche e8 · Fou noir sur case noire h8 · Pion noir sur case noire c7 · Pion blanc sur case blanche h7 · Pion noir sur case blanche c6 · Pion noir sur case noire f6 · Pion blanc sur case noire c5 · Pion blanc sur case blanche f5 · Roi blanc sur case blanche f3 | Roi noir sur case noire b8 · Cavalier blanc sur case blanche e8 · Fou noir sur case noire h8 · Pion noir sur case noire c7 · Pion blanc sur case blanche h7 · Pion noir sur case blanche c6 · Pion noir sur case noire f6 · Pion blanc sur case noire c5 · Pion blanc sur case blanche f5 · Roi blanc sur case blanche f3 | Roi noir sur case noire b8 · Cavalier blanc sur case blanche e8 · Fou noir sur case noire h8 · Pion noir sur case noire c7 · Pion blanc sur case blanche h7 · Pion noir sur case blanche c6 · Pion noir sur case noire f6 · Pion blanc sur case noire c5 · Pion blanc sur case blanche f5 · Roi blanc sur case blanche f3 | Roi noir sur case noire b8 · Cavalier blanc sur case blanche e8 · Fou noir sur case noire h8 · Pion noir sur case noire c7 · Pion blanc sur case blanche h7 · Pion noir sur case blanche c6 · Pion noir sur case noire f6 · Pion blanc sur case noire c5 · Pion blanc sur case blanche f5 · Roi blanc sur case blanche f3 | Roi noir sur case noire b8 · Cavalier blanc sur case blanche e8 · Fou noir sur case noire h8 · Pion noir sur case noire c7 · Pion blanc sur case blanche h7 · Pion noir sur case blanche c6 · Pion noir sur case noire f6 · Pion blanc sur case noire c5 · Pion blanc sur case blanche f5 · Roi blanc sur case blanche f3 | Roi noir sur case noire b8 · Cavalier blanc sur case blanche e8 · Fou noir sur case noire h8 · Pion noir sur case noire c7 · Pion blanc sur case blanche h7 · Pion noir sur case blanche c6 · Pion noir sur case noire f6 · Pion blanc sur case noire c5 · Pion blanc sur case blanche f5 · Roi blanc sur case blanche f3 | Roi noir sur case noire b8 · Cavalier blanc sur case blanche e8 · Fou noir sur case noire h8 · Pion noir sur case noire c7 · Pion blanc sur case blanche h7 · Pion noir sur case blanche c6 · Pion noir sur case noire f6 · Pion blanc sur case noire c5 · Pion blanc sur case blanche f5 · Roi blanc sur case blanche f3 | 2 |
| 1 | Roi noir sur case noire b8 · Cavalier blanc sur case blanche e8 · Fou noir sur case noire h8 · Pion noir sur case noire c7 · Pion blanc sur case blanche h7 · Pion noir sur case blanche c6 · Pion noir sur case noire f6 · Pion blanc sur case noire c5 · Pion blanc sur case blanche f5 · Roi blanc sur case blanche f3 | Roi noir sur case noire b8 · Cavalier blanc sur case blanche e8 · Fou noir sur case noire h8 · Pion noir sur case noire c7 · Pion blanc sur case blanche h7 · Pion noir sur case blanche c6 · Pion noir sur case noire f6 · Pion blanc sur case noire c5 · Pion blanc sur case blanche f5 · Roi blanc sur case blanche f3 | Roi noir sur case noire b8 · Cavalier blanc sur case blanche e8 · Fou noir sur case noire h8 · Pion noir sur case noire c7 · Pion blanc sur case blanche h7 · Pion noir sur case blanche c6 · Pion noir sur case noire f6 · Pion blanc sur case noire c5 · Pion blanc sur case blanche f5 · Roi blanc sur case blanche f3 | Roi noir sur case noire b8 · Cavalier blanc sur case blanche e8 · Fou noir sur case noire h8 · Pion noir sur case noire c7 · Pion blanc sur case blanche h7 · Pion noir sur case blanche c6 · Pion noir sur case noire f6 · Pion blanc sur case noire c5 · Pion blanc sur case blanche f5 · Roi blanc sur case blanche f3 | Roi noir sur case noire b8 · Cavalier blanc sur case blanche e8 · Fou noir sur case noire h8 · Pion noir sur case noire c7 · Pion blanc sur case blanche h7 · Pion noir sur case blanche c6 · Pion noir sur case noire f6 · Pion blanc sur case noire c5 · Pion blanc sur case blanche f5 · Roi blanc sur case blanche f3 | Roi noir sur case noire b8 · Cavalier blanc sur case blanche e8 · Fou noir sur case noire h8 · Pion noir sur case noire c7 · Pion blanc sur case blanche h7 · Pion noir sur case blanche c6 · Pion noir sur case noire f6 · Pion blanc sur case noire c5 · Pion blanc sur case blanche f5 · Roi blanc sur case blanche f3 | Roi noir sur case noire b8 · Cavalier blanc sur case blanche e8 · Fou noir sur case noire h8 · Pion noir sur case noire c7 · Pion blanc sur case blanche h7 · Pion noir sur case blanche c6 · Pion noir sur case noire f6 · Pion blanc sur case noire c5 · Pion blanc sur case blanche f5 · Roi blanc sur case blanche f3 | Roi noir sur case noire b8 · Cavalier blanc sur case blanche e8 · Fou noir sur case noire h8 · Pion noir sur case noire c7 · Pion blanc sur case blanche h7 · Pion noir sur case blanche c6 · Pion noir sur case noire f6 · Pion blanc sur case noire c5 · Pion blanc sur case blanche f5 · Roi blanc sur case blanche f3 | 1 |
|   | a | b | c | d | e | f | g | h |   |

La variante principale de cette Finale fou contre cavalier est basée sur le zugzwang.

## Œuvres
- Avec Emanuel Lasker, 35 Endspielstudien von Schachmeister A. Selesnieff, Kagan, 1920.